# Амвросий (Лотоцкий)
Амвросий Лотоцкий (до пострижения Афанасий Лукич; умер 18 января 1878) — архимандрит Владимиро-волынского монастыря.

## Биография
Афанасий Лотоцкий родился в семье священника села Маначина, Староконстантиновского уезда, Волынской губернии. Окончил Волынскую ДС (1819). По окончании в 1823 году курса в Киевской духовной академии со степенью магистра, он был назначен преподавателем в Волынскую семинарию и в ноябре того же года рукоположен во священника Волынского кафедрального собора, а в ноябре 1825 года возведён в сан протоиерея. 
С 1826 по 1828 год состоял инспектором Волынской духовной семинарии, а затем поступил преподавателем русского языка и законоучителем Клевановского уездного училища и Луцкой гимназии, будучи, вместе с тем, настоятелем Ровенского собора, первоприсутствующим в духовном правлении, благочинным и цензором проповедей. 
В 1844 году, перейдя на службу в варшавскую епархию, протоиерей Лотоцкий в 1845 году определён законоучителем воспитательных пансионов девиц православного исповедания и ключарём Варшавского кафедрального собора. 
Приняв в 1860 году монашество с именем Амвросия, он был назначен наместником-архимандритом Почаевской лавры, в 1865 году — настоятелем первоклассного Свято-Николаевского Милецкого монастыря, а в 1875 году — Зимненского Святогорского Успенского монастыря.
Амвросий Лотоцкий умер 18 января 1878 года.